# روبرت إتش. أبيل
روبرت إتش. أبيل (بالإنجليزية: Robert H. Abel)‏ (27 مايو 1941، باينسفيل في الولايات المتحدة - 14 أبريل 2017، هادلي في الولايات المتحدة)؛ روائي أمريكي.